# Fadogia punctulata
Fadogia punctulata là một loài thực vật có hoa trong họ Thiến thảo. Loài này được Robyns mô tả khoa học đầu tiên năm 1931.